# Френсіс М. Басбі
Френсіс Меріон Басбі-молодший (народився 11 березня 1921 року в Індіанаполісі — помер 17 лютого 2005 року в Сіетлі ) — американський письменник-фантаст та фанат наукової фантастики.

## Раннє життя
Френсіс Басбі народився в Індіанаполісі, син Френсіса Меріона Басбі та Клари Най Басбі. Сім'я оселилася в Колфаксі, штат Вашингтон, у 1931 році, і Басбі навчався там у середній школі. Згодом він навчався Вашингтонський державний коледж університеті штату Вашингтон, поки не вступив до Національної гвардії . Згодом він був звільнений і повернувся до коледжу. Однак він протримався недовго і 23 липня 1943 року був зарахований до армії США в Спокані, штат Вашингтон.

## Кар'єра
Басбі служив під час Другої світової війни в складі  системи зв'язку Аляски, призначеної на острів Амчітка . Наприкінці війни він був звільнений з армії та повернувся до коледжу, щоб отримати диплом інженера. Згодом він повернувся до системи зв'язку Аляски, щоб працювати на цивільній посаді в Сіетлі .
У 1954 році Басбі одружився з Елінор Дуб , яка також була авторкою наукової фантастики. У нього була одна донька Мікеле. Разом зі своєю дружиною та іншими він видавав фан-журнал під назвою «Плач Безіменного» (англ. «Cry of the Nameless»), який отримав премію Х’юґо за найкращий фензин у 1960 році, зробивши Елінор першою жінкою, яка виграла Х’юґо.
Басбі продовжував працювати в Системі зв'язку Аляски до 1971 року, коли організацію було продано приватному сектору та перейменовано в «RCA Alascom», і він достроково пішов у відставку з компанії.

## Творчість
З 1950-х років він був активним у фандомі наукової фантастики та разом із дружиною редагував фанзин «Cry of the Nameless», за який вони разом із Бернеттом Тоскі та Воллі Вебером були нагороджені премією Х’юґо в 1960 році. У 1957 році видавництво «Ф'юче сайнс фікшн» (англ. «Future Science Fiction», дослівно — «Наукова фантастика майбутнього») опублікувало перше оповідання Басбі «Пістолет для діда». Але лише на початку 1970-х років Басбі почав інтенсивно писати. Він звільнився в 1970 році і з того часу був незалежним письменником, а в 1972 році взяв участь в одному з Кларйонських семінарів для початківців письменників-фантастів. Відтоді швидко з’являлися наступні твори, загалом до середини 1990-х 20 романів і понад 40 оповідань.
Велика частина його романів утворює групу серіалів Рісса Кергелен (англ. «Rissa Kerguelen»), Галзайн (англ. «Hulzein»), і Повільний вантаж (англ. «Slow Freight») навколо Рісси Кергелен і Брена Трегара, які належать до піджанру космічної опери . Басбі також відомий своїми сильними жіночими образами.
З 1974 по 1976 рік Басбі був віце-президентом американських письменників наукової фантастики та фентезі . У віці 50 років він став незалежним автором наукової фантастики. Він створив 19 опублікованих романів і численні оповідання між 1973 і 1996 роками.
Роберт Е. Гайнлайн частково присвятив свій роман 1985 року «Кішка, що ходить крізь стіни» Басбі , а частково присвятив свій роман 1982 року «Фрайді» Елінор. 
Через деякий час після 1996 року Басбі припинив писати фантастику, заявивши в електронному листі: 
|  | Ні, я вже давно не пишу художньої літератури. Багато, якщо не більшість із нас, авторів «середнього списку», були заморожені, як третя особа під час ескімоського медового місяця. Податкове управління США почало це з того, що домоглося продовження рішення щодо «Тор Пауер Тулз» (англ. «Thor Power Tool»), щоб покрити податок на запаси книг на складах видавництв (щоб вони більше не зберігали їх у друкованому вигляді), а книжкові мережі завершили це, встановивши ВАЛОВИЙ порядок однієї книги на чистий обсяг продажів попередніх книг цього письменника. 4–5 книг за цими правилами, і ти вбивця на дорозі; не можна очікувати, що видавець придбає книгу, за яку мережі не платитимуть. |

Невідомо, наскільки реальним був вплив рішення щодо «Електроінструмента Тора» на письменницьку кар’єру Басбі, враховуючи, що багато його романів були написані й опубліковані після нього.

## Хвороба і смерть
У листопаді 2004 року у Басбі діагностували серйозні проблеми з кишечником. Він звернувся до шведського медичного центру «Ballard Campus» на операцію та отримав ускладнення. Йому зробили ще одну операцію, перш ніж його перевезли до відділення охорони здоров’я та реабілітації Сіетла, де він і помер 17 лютого 2005 року.

#### Дему
- 1. «Засадити людину в клітину (англ. «Cage a Man», 1973)
- «The Learning of Eeshta» (1973) — оповідання; також з'явився в збірці «Повернутися додому » (1987)
- 2. Гордий ворог (англ. «The Proud Enemy», 1975)
- 3. «Кінець лінії» (англ. «All These Earths», 1980) — неопубліковано окремо, а лише в «Трилогії Дему».
- Трилогія Дему (омнібус) (англ. «The Demu Trilogy», 1980) — включає всі чотири назви (включно з першовиданям роману «Кінець лінії»)

#### Рісса Кергелен і Бран Трегаре

##### Рісса Кергелен
- Рісса Кергелен (англ. «Rissa Kerguelen», також відома як «Молода Рісса» Young Rissa ) (1976)
- Молода Рісса (англ. «Yound Rissa», 1979)
- Тривалий погляд (англ. «The Long View», 1976)
- Зельде М'Тана (англ. «Zelde M'Tana», 1980)
- Реналле Кергелен (2015, тільки Kindle)

##### Галзайн
- Зоряний повстанець (англ. «tar Rebel», 1984)
- Пошук повстанця (англ. «Rebel's Quest», 1984)
- Чужий борг (англ. «Rebel's Quest», 1984)
- Сім'я повстанця (англ. «Rebel's Seed», 1986)
- Династія повстанців (англ. «The Rebel Dynasty»)
  - Династія повстанців - том I (омнібус) (1987) - містить Star Rebel і Rebel's Quest
  - Династія повстанців - Том ІІ (омнібус) (1988) - Містить The Alien Debt і Rebel's Seed

#### Повільний вантаж
- Повільний вантаж (англ. «Slow Freight», 1991)
- Стріла з Землі (англ. «Arrow from Earth», 1995)
- Тріада світів (англ. «The Triad Worlds», 1996)

### Позасерійні романи
- Усі ці землі (англ. «Rebel's Quest», 1978); книжкова версія таких пов’язаних оповідань:
  - «Повернення Персолла», If, липень/серп. 1973 рік
  - «Пошук», Amazing, грудень 1976
  - «Не маючи домівки», Amazing, липень 1977
  - «Never So Lost…», Amazing, жовтень 1977 р
- Потомство людини (англ. «The Breeds of Man», 1988)
- Проєкт Сингулярність (англ. «The Singularity Project», 1993)
- Острови завтрашнього дня (англ. «Islands of Tomorrow», 1994)

### Твори короткої форми

#### Збірка оповідань
- Повернення додому (1987) (для деяких оповідань рік першої появи вказано будь-де)

«Рушниця для дідуся»
«Про мишей і Отіса»
«Пуїс із Кррліка»
«Відсутність Тома Леоне»
"доказ"
"Реальний світ"
«Розкажи мені все про себе» (1973)
«Одного разу єдиноріг» (1973)
"Дорожня карта"
«Якщо це Віннетка, ти, мабуть, Джуді» (1974)
«Троє дзвоників у домі»
«The Learning of Eeshta» — частина серії Дему, а також включена до Трилогії Дему (1980)
«Я дістану тебе» (1974)
«2000½: дивацтво в просторі»
"Час потреби"
"Ретрофлекс"
"Оман"
«Підписання Tulip»
"Перевага"
«Повернення додому»

#### Інші оповідання
Басбі написав понад 40 оповідань, таким чином залишивши понад 20 незібраних, у тому числі:
- «Перша особа множини» (1980)
- «Система резервного копіювання» (жовтень 1981) з'явилася в «Журналі наукової фантастики Айзека Азімова»
- «Неправильне число» (грудень 1981) з'явилося в журналі наукової фантастики Айзека Азімова

### Антології, що містять оповідання Басбі
Його твори з’явилися в наступних антологіях:
- Clarion III (1973) — «Дорожня карта»
- Найкраща наукова фантастика року 3 (1974) – «Розкажи мені все про себе»
- Всесвіт 5 (1975) – «Якщо це Віннетка, ти, мабуть, Джуді»
- 100 великих науково-фантастичних оповідань (1978)
- Найкраще з нових вимірів (1979)
- Всесвіт 10 (1980) – «Перша особа множини»
- Героїчні бачення (Heroic Visions; 1983) – «Before the Seas Came»
- 100 великих фантастичних оповідань (1984)